# Бицикл
Бицикл (лат. bi; грч. κύκλος – круг, коло, точак) је копнено превозно средство на два точка које покреће возач (бициклиста) својом снагом помоћу педала. Почео је да се користи у 19. веку у Европи, и до раног 21. века, више од једне милијарде је произведено широм света. Њихова бројност далеко премашује бројност аутомобила, у погледу укупног броја и броја појединачних модела. Они су главно транспортно средство у многим регијама. Они исто тако пружају популарну форму рекреације, и адаптирани су за употребу као дечије играчке, одржавање генералне кондиције, војне и полицијске примене, у курирској служби, за бициклистичке трке и бициклистичке акробације. Због унапређења науке и механике у скорије време је измишљен електрични бицикл који има батерију и помаже возачу приликом дугих вожњи, умора или потешкоћа на узбрдицама.
Према неким изворима бицикл је конструисао Микеланђело и први бицикл је био без педала. Био је од дрвета и возио се одгуривањем ногама као тротинет. У 19. веку бицикли су били са веома великим предњим точком на коме су биле фиксно монтиране педале.
Основни облик и конфигурација типичног усправног или „сигурносног бицикла” се у малој мери променила од времена првог модела са ланчаним преносом који је развијен око 1885. Међутим многи детаљи су побољшани, посебно од настанка модерних материјала и дизајна помоћу рачунара. Тиме је омогућена пролиферација специјализованог дизајна за многе типове бициклизма.
Изум бицикла је имао енормни утицај на друштво, у погледу културе и унапређења модерних индустријских метода. Неколико компоненти које су коначно играле кључну улогу у развоју аутомобила су иницијално развијене за употребу у бициклима, укључујући кугличне лежајеве, пнеуматске гуме, ваљчане ланце и жичане точкове.

## Анатомија бицикла
Пренос преко зупчаника и ланца на задњи точак се појавио почетком 20. века. Није се дуго чекало ни на појаву мењача брзина за бицикле. На првим мењачима ланац се пребацивао ручно и бициклисти су често због тога прљали руке.
Одржавање равнотеже на бициклу је знање које се стиче праксом, а потребно је извесно време и умешност.

## Врсте бицикала
Постоји више врста бицикала:
- „женски бицикл” - нема цев која спаја волан и седиште, да би даме могле да га возе и у сукњи.
- „мушки бицикл” - има цев која спаја осовину управљача и седиште чиме се добија у крутости-чврстини и носивости бицикла а на ту цев се може инсталирати мало седиште за превоз деце.
- „дечји бицикл” је бицикл мањих димензија, често има још два помоћна точка, који могу да се демонтирају, за децу док уче да возе бицикл.
- „трицикл” има три точка, два позади и користе га пре свега деца, људи ометени у развоју и стари јер је стабилан и није потребно одржавати равнотежу.
- „друмски тркачки бицикл” има могућност постизања великих брзина, али веома неудобно седиште (на коме се углавном и не седи), управљач је тако постављен да се на њему седи у савијеном положају да би отпор ваздуха био што мањи. Израђен је од веома лаких материјала: челика са додатком хрома и молибдена, алуминијума, а у последње време и од угљеничних влакана. Има веома узане гуме без шаре да би трење са подлогом било што мање. Средњи погон је двоструки, већег пречника, док је позади типично осмофазни, деветофазни или десетофазни ланчаник што омогућава велики однос преноса на равном и постизање великих брзина или мањи пренос за савладавање успона. Типично за друмски бицикл је да ради што мање тежине има само опрему најнеопходнију за вожњу. Тако нема светла, блатобране и сличне ствари. Користи се у спортском бициклизму.
- „бицикл с помоћним мотором” има додати мотор до 50 ccm са веома малом потрошњом око 1 l/100 km. Достиже брзину до 40 km/h. Нарочито је познат француски бицикл са помоћним мотором типа Солекс.
- „тандем” је бицикл за две особе које седе једна иза друге.
- „рикша бицикл” који иза себе има приколицу у којој могу да седе до две особе. Рикшу у основној верзији вуче човек. Ова врста превоза је присутна у југоисточној Азији.
- „носачки бицикл“ има три точка, два напред, испред себе корпу димензија око 1x1 m у који може да се стави терет.
- „брдски бицикл” је бицикл за вожњу по брдско - планинским теренима, нешто мањег али робустнијег рама, мањих точкова пречника 26 инча са дебелим теренским гумама, са „ве”, а у последње време и диск кочницама. Управљач је раван или незнатно закривљен. Средњи погон има типично мањи пречник, а тиме и мањи број зуба него код друмског бицикла и најчешће се састоји од три ланчаника. Позади је обично осмофазни или деветофазни ланчаник. Брдски бицикл може имати круту предњу виљушку - што је у последње време ређе - виљушку са суспензијом, а може имати и двоструку суспензију - и напред и позади. Бицикли са двоструком суспензијом немају класичан троугласти, већ прилагођени рам. Као и друмски тркачки, брдски бицикли имају само минималну опрему. Током последњих деценија појавило се више нових дисциплина у брдском бициклизму, и свака од њих захтева посебну варијанту бицикла, па су се тако појавиле, на пример, подваријанте за спуст „енгл. downhill” или вожњу по изузетно тешким теренима - „ендуро”.
- „градски бицикл” или „трекинг” представља комбинацију друмског и планинског бицикла прилагођену условима градске вожње. Мењачи одговарају брдским бициклима, али су рамови већи и виткији, као код друмских. Управљач је раван као код брдског бицикла, често са додатком „рогова“ на крајевима. Средњи погон са нешто више зуба омогућава бржу вожњу. Точкови су пречника 28 in (71 cm) као код друмских бицикала, али су робустнији, а гуме веће ширине и висине ради савладавања сливника, ивичњака и слично. Кочнице могу бити „ве“ или диск, као код брдског бицикла. За разлику од друмског тркачког или брдског, градски бицикл најчешће има опрему као што су блатобрани, светла и корпе за ношење ствари.
- „пони бицикл” бицикл на расклапање. То је врста „женског” бицикла, нешто мањих точкова у односу на стандардни, који у средњем делу бицикла (у висини колена) има шарку која омогућује „преламање”-склапање бицикла на много мањи простор.
- „собни бицикл” је атлетска справа која се састоји од седишта, педала и волана. Педале се окрећу као на бициклу. На волану се налазе инструменти којима се фиктивно мери брзина. У оквиру справе постоји могућност симулирања успона тј. отпора окретању педала. Служи за јачање мишића ногу, за стицање кондиције, али и мршављење.
- „моноцикл” је бицикл са једним точком. Потребан је изузетан осећај равнотеже. Користи се у циркусима.

По типу задње главчине бицикла, где се налази зупчаник на точку, бицикли се производе у две верзије:
- „контраши” су бицикли код којих покретањем ланца у супротном смеру од смера за вожњу изазива се ефекат кочења, тј. то је врста кочнице.
- „фрајлауф” нема ефекат кочења при окретању педала уназад.

## Распрострањеност и примена
Употреба бицикла је учесталија у равничарским пределима као у Војводини, Холандији. Бицикли су због своје економске исплативости често превозно средство сиромашнијих слојева становништва као у Кини, Вијетнаму... Честа примена бицикла и од особа са вишим стандардом (посебно у земљама западне Европе) је повезана са практичним разлозима (рекреација до посла на којем има мало физичке активности, избегавање гужви у саобраћају...)
Од 1894. вожња бицикла је у Француској опорезована, а тада је било 203.026 опорезованих возача. И поред тога, број возача бицикла је касније доста растао, јер је ново превозно средство било веома популарно.
Бицикли су се користили и у неким армијама и полицији (има их чак и данас).
Бицикле је нарочито користила војска Северног Вијетнама за време Вијетнамског рата. С обзиром на уништене и због монсуна блатњаве путеве то је било једино могуће средство транспорта људи и опреме. Сваки бицикл је стандардно превозио по 50 килограма опреме.

## Друштвени и историјски аспекти

### Економске импликације
Показало се да је производња бицикала терен за обуку за друге индустрије и довела је до развоја напредних техника обраде метала, за саме оквире бицикла, као и за специјализоване компоненте као што су куглични лежајеви, подлошке, и зупци. Те технике су касније помогле квалификованим металским радницима и механичарима да развију компоненте које се кориштене у раним аутомобилима и авионима.
Вилбур и Орвил Рајт, пар привредника, управљали су Рајтовом бициклистичком компанијом која је дизајнирала, производила и продавала своје бицикле током бициклистичког бума 1890-их.
Бицикли су такође служили за подучавање путем индустријских модела који су касније усвојени, укључујући механизацију и масовну производњу (коју су касније копирали и адаптирали Форд и Џенерал моторс), вертикалну интеграцију (коју је касније такође копирао и адаптирао Форд), агресивно оглашавање (чак 10% свих реклама у америчким часописима 1898. године било је од стране произвођача бицикала), лобирање за боље путеве (од кога је произилазила споредна корист да је деловало као маркетиншко средство, и да се повећавала продаја, јер је настајао све већи број места подесних за јахање бицикла),. Осим тога, произвођачи бицикала су адаптирали годишње промене модела (касније исмејаване као планско застаревање, а за шта се обично заслуге приписују фирми Џенерал моторс), које се показало веома успешним.
Рани бицикли су били пример упадљиве потрошње, коју су практиковале помодне елите. Осим што су служили као платформа за помоћну опрему, која је ултиматно могла да кошта више од самих бицикала, они су поплочали пут за производе попут Барбике.
Бицикли су помогли у креирању, или увећавању, нових типова пословања, као што су бициклистички курири, путујуће кројачице, покретни академици, и тркаће стазе. Идеја о поплочавању бициклистичких стаза је касније прилагођена раним мотоциклистичким и ауто тркама. Дошло је до појаве разних нових изума, као што су причврсни вијци, и специјализована светла, чарапе и обућа, чак и камере, као што је Кодаков поко. Вероватно најпознатији и најшире кориштени од тих изума, чија примена далеко превазилази опсег бициклизма, су Чарлс Бенетова бициклистичке мреже или суспенсори (jock strap).
Адаптација бицикла је исто тако на известан начин предсказала удаљавање од јавног транспорта, тренда који је експоненцијално појачан увођењем аутомобила.
Ј. К. Старлијева фирма је постала Роверова бициклистичка компанија током касних 1890-их, а затим једноставно Роверова компанија кад су почели да производе аутомобиле. Морис Моторс Лимитед (у Оксфорду) и Шкода су исто тако започели у бициклистичком бизнису, као што су и браћа Рајт. Алистер Крејг, чија је компанија на крају постала произвођач мотора Ејлса Крејг, такође је почео производећи бицикле, у Глазгову марта 1885.
Генерално, произвођачи бицикала у САД и Европи су склапали бицикле од њихових сопствених оквира и компоненти које су направиле друге компаније, мада су веома велике компаније (као што је Raleigh) правиле скоро све делове бицикла (укључујући доње заграде, осовине, итд.) Задњих година, ти произвођачи бицикала су у знатној мери променили своје методе производње. У данашње време, скоро ни један од њих не производи своје сопствене оквире.
Многе новије или мање компаније једино дизајнирају и продају своје производе; стварну производњу обављају азијске компаније. На пример, око 60% бицикала у свету се у данашње време прави у Кини. Упркос овој промени у производњи, с богаћењем земља попут Кине и Индије, њихова властита употреба бицикала опада због повећања приступачности аутомобила и мотоцикала. Један од главних разлога пролиферације бицикала направљених у Кини је нижа цене радне снаге у тој земљи.
У складу са европском финансијском кризом, у Италији у 2011. години број проданих бицикла (1,75 милиона) управо превазишао број продатих нових аутомобила.

### Импакт на животну средину
Једна од дубоких економских импликација употребе бицикла је то што ослобађа корисника од потрошње нафте.(Ballantine, 1972) Бицикл је јефтин, брз, здрав и еколошки прихватљив начин транспорта. Иван Илић је изјавио да употреба бицикла проширује корисно физичко окружење за људе, док алтернативе као што су аутомобили и ауто-путеви деградирају и ограничавају људску животну средину и мобилност.
Тренутно се у свету користи око две милијарде бицикала. Деца, студенти, професионалци, радници, државни службеници и старије особе окрећу педале у својим заједницама. Сви они доживљавају слободу и природну прилику за вежбање коју бицикл лако пружа. Бицикл има и најнижи угљенични интензитет при путовању.

### Религиозне импликације
Прихватљив исламски бицикл за иранске жене је предмет загрејаних дискусија међу Сунским и Шиитским муслиманима.

### Производња
Глобално бициклистичко тржиште је било вредно 61 милијарду америчких долара 2011. године. Године 2009, 130 милиона бицикала је било продато и 66% њих је било направљено у Кини.
| Година | продукција (М) | продаја (М) |
| ------ | -------------- | ----------- |
| 2000   | 14.531         | 18.945      |
| 2001   | 13.009         | 17.745      |
| 2002   | 12.272         | 17.840      |
| 2003   | 12.828         | 20.206      |
| 2004   | 13.232         | 20.322      |
| 2005   | 13.218         | 20.912      |
| 2006   | 13.320         | 21.033      |
| 2007   | 13.086         | 21.344      |
| 2008   | 13.246         | 20.206      |
| 2009   | 12.178         | 19.582      |
| 2010   | 12.241         | 20.461      |
| 2011   | 11.758         | 20.039      |
| 2012   | 11.537         | 19.719      |
| 2013   | 11.360         | 19.780      |
| 2014   | 11.939         | 20.234      |

| Земља                | Продукција (М) | Делови  | Продаја (М) | Просек | Продаја (М€) |
| -------------------- | -------------- | ------- | ----------- | ------ | ------------ |
| Италија              | 2.729          | 491 M€  | 1.696       | 288    | 488.4        |
| Немачка              | 2.139          | 286 M€  | 4.100       | 528    | 2164.8       |
| Пољска               | .991           | 58 M€   | 1.094       | 380    | 415.7        |
| Бугарска             | .950           | 9 M€    | .082        | 119    | 9.8          |
| Холандија            | .850           | 85 M€   | 1.051       | 844    | 887          |
| Румунија             | .820           | 220 M€  | .370        | 125    | 46.3         |
| Португалија          | .720           | 120 M€  | .340        | 160    | 54.4         |
| Француска            | .630           | 170 M€  | 2.978       | 307    | 914.2        |
| Мађарска             | .370           | 10 M€   | .044        | 190    | 8.4          |
| Шпанија              | .356           | 10 M€   | 1.089       | 451    | 491.1        |
| Чешка                | .333           | 85 M€   | .333        | 150    | 50           |
| Литванија            | .323           | 0       | .050        | 110    | 5.5          |
| Словачка             | .210           | 9 M€    | .038        | 196    | 7.4          |
| Аустрија             | .138           | 0       | .401        | 450    | 180.5        |
| Грчка                | .108           | 0       | .199        | 233    | 46.4         |
| Белгија              | .099           | 35 M€   | .567        | 420    | 238.1        |
| Шведска              | .083           | 0       | .584        | 458    | 267.5        |
| Уједињено Краљевство | .052           | 34 M€   | 3.630       | 345    | 1252.4       |
| Финска               | .034           | 32 M€   | .300        | 320    | 96           |
| Словенија            | .005           | 9 M€    | .240        | 110    | 26.4         |
| Хрватска             | 0              | 0       | .333        | 110    | 36.6         |
| Кипар                | 0              | 0       | .033        | 110    | 3.6          |
| Данска               | 0              | 0       | .470        | 450    | 211.5        |
| Естонија             | 0              | 0       | .062        | 190    | 11.8         |
| Ирска                | 0              | 0       | .091        | 190    | 17.3         |
| Латвија              | 0              | 0       | .040        | 110    | 4.4          |
| Луксембург           | 0              | 0       | .010        | 450    | 4.5          |
| Малта                | 0              | 0       | .011        | 110    | 1.2          |
| EU 28                | 11.939         | 1662 M€ | 20.234      | 392    | 7941.2       |